# جورج مونتگومری (هنرپیشه)
جورج مونتگومری (انگلیسی: George Montgomery; زاده ۲۹ اوت ۱۹۱۶ – درگذشته ۱۲ دسامبر ۲۰۰۰) یک هنرپیشه، کارگردان، فیلم‌نامه‌نویس، و تهیه‌کننده اهل ایالات متحده آمریکا بود.

## گزیده فیلمشناسی
از فیلم‌ها یا برنامه‌های تلویزیونی که وی در آن نقش داشته‌است می‌توان به آثار زیر اشاره کرد.
- رنجر تنها (سریال) (۱۹۳۸)
- مردم جوان (فیلم ۱۹۴۰) (۱۹۴۰)
- روکسی هارت (فیلم) (۱۹۴۲)
- نبرد تانک‌ها (فیلم) (۱۹۶۵)
- بونانزا (۱۹۶۶)
- مرد شش‌میلیون‌دلاری (۱۹۷۴)